# Jurgis Kairys
Jurgis Kairys (* 6. května 1952 v Šarypovu, Krasnojarský kraj, SSSR v rodině poválečných vyhnanců do GULAGů v Sibiři) je litevský pilot, letec akrobat, letecký konstruktér, mistr akrobatického létání, šampión evropských i světových přeborů v akrobatickém létání, mnohonásobný vítěz těchto přeborů, který vyhrál nejvíce soutěží FAI World Grand Prix.

## Vzdělání
V roce 1970 Jurgis Kairys absolvoval střední školu v Kaltinėnech (okres Šilalė), studoval na Vilniuském inženýrském institutu stavebním. V roce 1973 absolvoval Technickou školu letectví. V letech 1980 - 1984 studoval v Leningradské akademii civilního letectví, kterou úspěšně absolvoval.

## Činnost
- V letech 1973 - 1977 v Kaunaském aeroklubu, v letech 1977 - 1989 ve Vilniuském aeroklubu.
- Od roku 1974 začal létat, nejprve v Kaunaském aeroklubu.
- Od roku 1976 člen litevského týmu akrobatického létání, v letech 1977 – 1989 člen sovětského týmu.
- Od roku 1989 zkušební pilot továrny na letadla Suchoj
- Roku 1994 Jurgis Kairys založil veřejnou instituci „Kairio skrydžiai” (Kairysovy (akrobatické) lety).

Od roku 1999 J. Kairys zdokonaluje velmi lehké a výkonné akrobatické letadlo „Juka“, které letci umožňuje tvořit a prezentovat nové akrobatické prvky/figury a programy. Nedokončený prototyp akrobatického letadla „MAI-90“, s veškerou technickou dokumentací a právy nabyl J. Kairys od moskevského institutu letectví a přejmenoval jej na „Juka“. Toto letadlo J. Kairys od základu zdokonalil, včetně tvaru trupu, řízení, krytu kabiny a j. S ještě nedokončenými úpravami se s tímto letadlem zúčastnil v několika soutěžích a umístil se na medailových místech (v létě 2002 v etapě Brněnského světového poháru v Dlouhé Lhotě u Příbrami )

## Nejznámější akrobatické počiny J. Kairyse

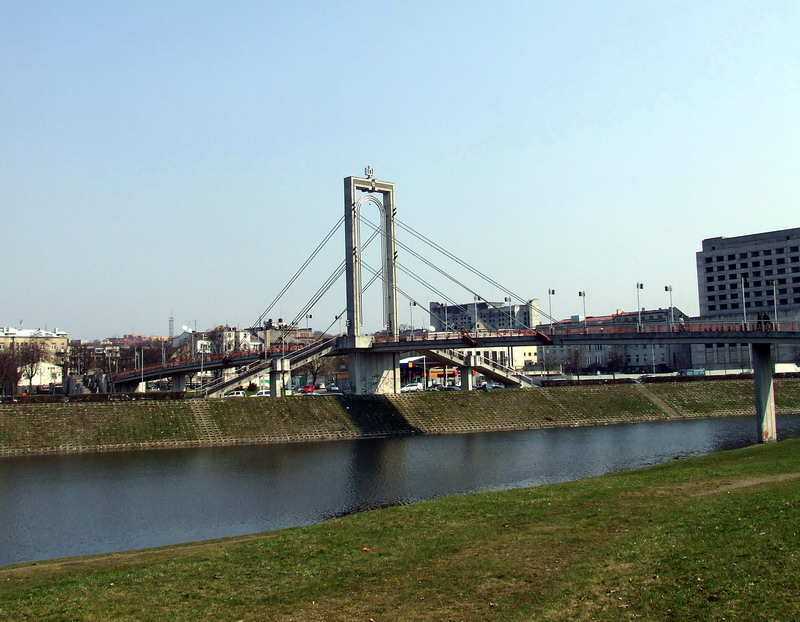
Most v Kaunasu, pod kterým J. Kairys podletěl na zádech

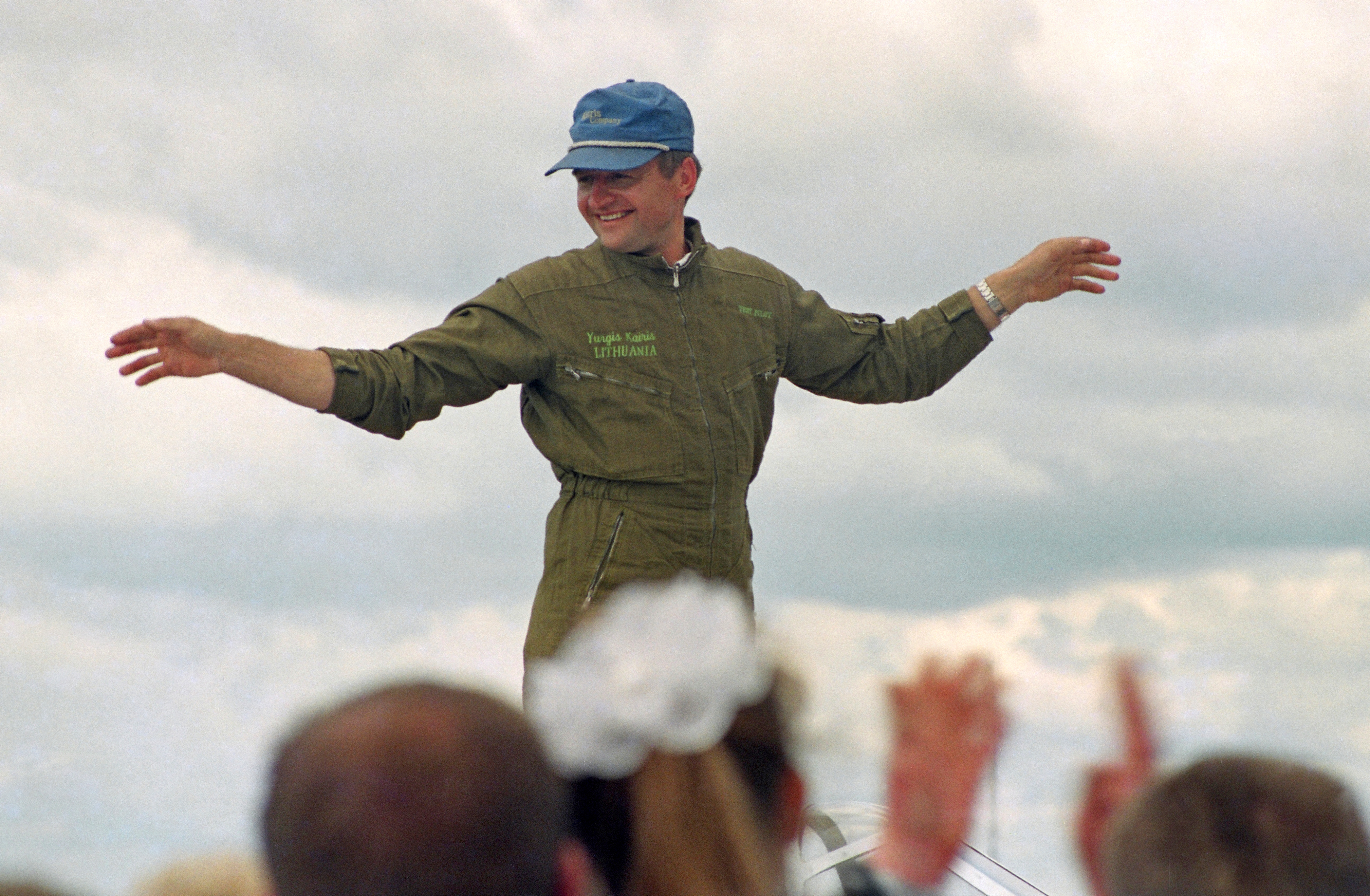
Vřelé přivítání J. Kairyse po návratu

- 18. září 1999 J. Kairys letadlem Su-26 během 25 minut podletěl postupně pod deseti mosty přes řeku Neris ve Vilniusu, z toho například most do čtvrti Žverynas má podletovou výšku jen 6 m. Svůj program tehdy zakončil saltem mortale. Show sledovaly tisíce obyvatel Vilniusu včetně tehdejšího premiéra Litvy Rolanda Paksa.
- Most v Kaunasu podletěl na zádech (hlavou dolů, podvozkem vzhůru)[3].
- 21. srpna 2010 při svátku města podletěl pod visutým mostem Vanšu tilts přes řeku Daugava v Rize.
- První úspěšně předvedl manévr "Kobra" se sportovním letadlem. Dále zavedl nové sportovní akrobatické prvky jako například Kairysovo kolo, "Small Loop" a pod.